# Crkva Presvetog Otkupitelja
Crkva Presvetog Otkupitelja, grobnica obitelji Ivana Meštrovića (neformalno Meštrovićev mauzolej), nalazi se u Ružiću, malome naselju u Dalmatinskoj zagori.

## Povijest
To je mauzolej i obiteljska grobnica Ivana Meštrovića, čuvenog hrvatskog kipara, a ujedno i katolička crkva. Izgrađen je na jednom uzvišenju u polju, po nacrtima Meštrovića, uz suradnju arhitekta Harolda Bilinića. Gradnja je trajala od 1926. do 1931., a opremanje trajalo je sve do 1937. godine. U gradnji je rabljen lokalni kamen s planine Svilaje.
Tijekom Domovinskog rata (1991. – 1995.) crkva je na okupiranom području služila kao vojno uporište agresoru i znatno je oštećena. Pokretni inventar je opljačkan, šuma zapaljena i uništena, a zemljište oko objekta je minirano. Danas je područje razminirano i restaurirani su uništeni dijelovi spomenika.

## Vanjske poveznice

### Sestrinski projekti
|  | Zajednički poslužitelj ima još gradiva o temi Crkva Presvetog Otkupitelja |

### Mrežna sjedišta
- Službena stranica